# Tangamandapio
Tangamandapio är en kommun i Mexiko.   Den ligger i delstaten Michoacán de Ocampo, i den centrala delen av landet, 300 km väster om huvudstaden Mexico City.
Följande samhällen finns i Tangamandapio:
- Santiago Tangamandapio
- Paso del Molino
- Los Baldíos
- Las Encinillas